# Régis Spinoza
Pour les articles homonymes, voir Spinoza (homonymie).
Régis Spinoza, né en 1971 à Bordeaux, est un prêtre catholique traditionaliste français. 
Au début des années 2000, il est éducateur, au sein du village d'enfants de Riaumont à Liévin, puis il rejoint l’Institut du Bon-Pasteur à Bordeaux où il est ordonné prêtre en 2007. À la suite de contrôles par le rectorat le collège Don Bosco Saint-Projet, qu'il dirige, est fermé. Il devient alors, en 2010, directeur d'une nouvelle école ; L'Angélus à Presly.
À la suite d'une plainte pour « mauvais traitement et des comportements équivoques », une enquête judiciaire est ouverte en 2017 et l'école est fermée. Il est condamné en 2021 à trois ans de prison avec sursis pour des violences et humiliations sur enfants. En 2023, Régis Spinoza approche de nouveau des enfants alors que cela lui était interdit. Il est condamné à un an de prison ferme et Jérôme Beau, archevêque de Bourges, dont il dépend, dépose plainte à son encontre devant le tribunal pénal canonique national.

## Biographie
Régis Spinoza est né en 1971 à Bordeaux. Il travaille d'abord comme professeur de collège et de lycée avant de rejoindre des congrégations religieuses traditionalistes.

### Riaumont
À la fin des années 1990, il est « moine éducateur » à Riaumont auprès des enfants du foyer de garçons.

### Collège Don Bosco Saint-Projet
Il est ordonné prêtre en septembre 2007 en l’église Saint-Éloi de Bordeaux pour l’Institut du Bon-Pasteur, une congrégation traditionaliste de droit pontifical.
Alors que Régis Spinoza est le directeur pédagogique du collège Don Bosco Saint-Projet à Bordeaux, une émission de France 2, Les Infiltrés, intitulée « À l'extrême droite du Père », a tourné en caméra cachée des séquences dans les locaux de l'établissement. Ce documentaire montre que les contenus enseignés sont tronqués et que les élèves de l’école sont manipulés. Ainsi lors des cours d'histoire Charles de Gaulle est présenté comme un déserteur, Philippe Pétain est glorifié et les SS comme des « troupes d'élite ». À la suite de cette émission, le rectorat a, quant à lui, organisé deux contrôles de l'établissement, ayant abouti à la fermeture du collège Don Bosco Saint-Projet,.

### L'Angélus
En 2010, l’abbé Spinoza ouvre une nouvelle école catholique hors contrat l’Angélus à Presly, toujours sous le patronage de l’institut du Bon Pasteur. Après la départ de l'abbé Spinoza de l'Institut du Bon Pasteur et son incardination au diocèse de Bourges, cette école passera également sous l'égide de ce diocèse. Elle accueille 26  garçons, de la sixième à la quatrième. Les offices religieux sont uniquement en latin, le prêtre tournant le dos aux fidèles.
D'anciens élèves évoquent un bâtiment glacial en particulier dans les chambres et les salles de classe par contre la chambre du prêtre est « équipée d’un poêle ». Quand les corvées sont considérées comme mal réalisées, les enfants ne peuvent pas prendre de repas et ont faim,.
En 2013, il fonde la Fraternité enseignante des Cœurs de Jésus et de Marie. L’Angélus en devient la maison mère .
En 2017, une famille retire ses enfants de l'école et porte plainte pour « mauvais traitement et des comportements équivoques ». Au terme d'une garde à vue, une information judiciaire, à son encontre, est ouverte des chefs « de violences habituelles sur mineurs de 15 ans, travail dissimulé et soumission contrainte de plusieurs personnes à des travaux non rétribués ». Il est défendu par l'avocat Alexandre Varaut,.

## Condamnations judiciaires
En novembre 2021, Régis Spinoza comparait devant le tribunal correctionnel de Bourges. Il est condamné à trois ans de prison avec sursis, pour des violences et humiliations à une cinquantaine d'élèves,.
Par ailleurs, Régis Spinoza est aussi condamné, à 100 000 euros de dommages-intérêts à l'Urssaf  pour recours à du travail dissimulé au sein de l'Angélus, en particulier pour des enseignants non déclarés.
Le 31 mai 2023, il est de nouveau arrêté dans la commune de Saint-Amand-sur-Sèvre dans les Deux-Sèvres où il donne des cours de catéchisme à des enfants, pour ne pas avoir respecté l'interdiction qui lui avait été faite d'avoir des contacts avec des mineurs. Il comparait immédiatement dans le cadre d'une reconnaissance préalable de culpabilité. Il est condamné à six mois de prison ferme et à six mois supplémentaires correspondant à la révocation partielle de la peine de sursis initiale. Il est ressorti libre du tribunal,.

## Tribunal pénal canonique national
Pour Jérôme Beau, archevêque de Bourges, dont dépend Régis Spinoza, ce dernier « a commis une infraction grave. Selon les règles de l'Église de France, pour faire le catéchisme, il faut en avoir la mission, signer une charte de bienveillance et présenter un extrait de casier judiciaire ». Il a déposé plainte devant le tribunal pénal canonique national, créé fin 2022 à la suite du rapport de la commission indépendante sur les abus sexuels dans l'Église.

## À voir